# 스즈카 (만화)
스즈카(일본어: 涼風)는 세오 고우지 작화의 일본 만화이다. 이 시리즈는 육상경기를 주제로 한 로맨스 스토리를 다루고 있다.
스즈카는 고단샤가 출간한 일본의 잡지 주간 소년 매거진에서 연재되었다. 26화의 일본의 애니메이션 시리즈로 각색되었으며 2005년 7월 6일부터 2005년 12월 28일까지 일본의 TV 도쿄를 통해 방영되었다. 시리즈의 두 버전 모두 북아메리카에서 출시를 위해 라이선스되었다.